# توني هيلمان
توني هيلمان (بالإنجليزية: Tony Hellman)‏ هو لاعب كرة قاعدة أمريكي، ولد في 29 مايو 1861 في سينسيناتي في الولايات المتحدة، وتوفي بنفس المكان في 29 مارس 1898.

## وصلات خارجية
- توني هيلمان على موقعبيزبول رفرنس.كوم (الدوري الرئيسي) (الإنجليزية)
- توني هيلمان على موقعبيزبول رفرنس.كوم (الدوري الثانوي) (الإنجليزية)